# Austeruseus balduri
Espèce
Austeruseus balduri est une espèce de tardigrades de la famille des Eohypsibiidae. 

## Distribution
Cette espèce est endémique des îles Féroé.

## Publication originale
- Trygvadóttir & Kristensen 2011 : Eohypsibiidae (Eutardigrada, Tardigrada) from the Faroe Islands with the description of a new genus containing three new species. Zootaxa, no 2886, p. 39-62.